# Чемпионат мира по фигурному катанию 1907
Чемпионат мира по фигурному катанию 1907 года — двенадцатый чемпионат мира. Он был проведён Международным союзом конькобежцев (ИСУ) в Вене. На тот момент фигурное катание в официальных чемпионатах  представляли мужчины и женщины в одиночном катании . 
Пары, как и прежде соревновались вне конкурса. Победили прошлогодние триумфаторы Анна Хюблер и Генрих Бургер из Германии.
Соревнования проводились 21—22 января 1907 года.
На конгрессе ИСУ 1907 года было принято решение о проведении чемпионатов и по парному катанию. Первое соревнование среди пар состоялось в следующем сезоне — на чемпионате мира 1908 года.

## Результаты

### Мужчины
| Место | Имя             | Страна   | Сумма мест |
| ----- | --------------- | -------- | ---------- |
| 1     | Ульрих Сальхов  | Швеция   | 5          |
| 2     | Макс Бохач      | Австрия  | 11         |
| 3     | Гилберт Фукс    | Германия | 12         |
| 4     | Пер Турен       | Швеция   | 20         |
| 5     | Генрих Бургер   | Германия | 24         |
| 6     | Мартин Гордан   | Германия | 32         |
| 7     | Мартинус Лёрдал | Норвегия | 33         |

### Женщины
| Место | Имя               | Страна         | Сумма мест |
| ----- | ----------------- | -------------- | ---------- |
| 1     | Медж Сайерс       | Великобритания | 5          |
| 2     | Дженни Херц       | Австрия        | 12         |
| 3     | Лили Кронбергер   | Венгрия        | 13         |
| 4     | Эльза Рендшмидт   | Германия       | 22         |
| 5     | Гвендолин Лайсетт | Великобритания | 23         |